# Westfalen-Lippe

Westfalen-Lippe

Als Westfalen-Lippe wird der nordöstliche Teil des Landes Nordrhein-Westfalen verstanden. Zu ihm zählen die Landesteile Westfalen und Lippe. Der Landschaftsverband Westfalen-Lippe entstand 1946.
Für die ehemalige preußische Provinz Westfalen war bis 1933 und ab 1946 der Provinzialverband Westfalen zuständig. Der ehemalige Freistaat Lippe kam im Zuge der Eingliederung  am 21. Januar 1947 zum Land Nordrhein-Westfalen und wurde damit Teil von Westfalen-Lippe.
Im Gebiet leben 8,3 Millionen Menschen.